# Gumshen
Gumshen je americká hudební skupina ze Seattlu. Tvoří ji zpěvák, klávesista a kytarista Ron Hippie, původem československý kytarista a zpěvák Jan Ciganik (dříve člen skupiny Ventilator), bubeník Dennis McCoy a baskytarista Chip Reno. Ve své tvorbě kapela míchá rock s elektronickou hudbou. Původně hrála kytarovou rockovou hudbu inspirovanou grunge, ale postupně přecházela více k elektronické hudbě.

## Diskografie
- Menthol James (2007)
- Stew (2008)
- Super Buffet (2009)
- March of the Februaries (2010)
- What You Make It (2011)
- Everything What We Recorded (2012)
- Progtronica (2014)
- Digibites (2015)